# Trachelas huachucanus
Espèce
Trachelas huachucanus est une espèce d'araignées aranéomorphes de la famille des Trachelidae.

## Distribution
Cette espèce se rencontre au Mexique dans l'État de Chihuahua et aux États-Unis en Arizona et au Nouveau-Mexique,.

## Description
Les mâles mesurent de 5,36 à 6,48 mm et les femelles de 6,95 à 8,75 mm.

## Étymologie
Son nom d'espèce lui a été donné en référence au lieu de sa découverte, les monts Huachuca.

## Publication originale
- Gertsch, 1942 : New American spiders of the family Clubionidae III. American Museum Novitates, no 1195, p. 1-18 (texte intégral).